# 竹内重夫
竹内 重夫（たけうち しげお、1937年 - ）は日本の生物学者。元神奈川大学理学部教授、神奈川大学名誉教授。専門は発生生物学、萌芽研究。

## 来歴
- 1937年長野県に生まれる。1960年東京大学理学部卒業。1989年神奈川大学教授、後、神奈川大学名誉教授。

## 研究・受賞
- 論文「アルビノ-アフリカツメガエル胚に対する微量注射技術を用いた半透明な脳室形態並びに脳室内液流の可視化」Sci. J. Kanagawa Univ.,17   53-61   2006年

等

## 著書
- 『癒傷の生物学－傷はどのように治るか』 朝倉書店 2004年
- 『教科書「現代生物学の基礎」』 神奈川大学理学部教科書委員会 1989年
- 『発生システムと細胞行動』 培風館 1987年
- 『大学の生物学「発生学」』（江上信雄・田口茂敏共著） 裳華房 1985年
- 『発生の細胞生物学』 朝倉書店 1979年